# 브랙널

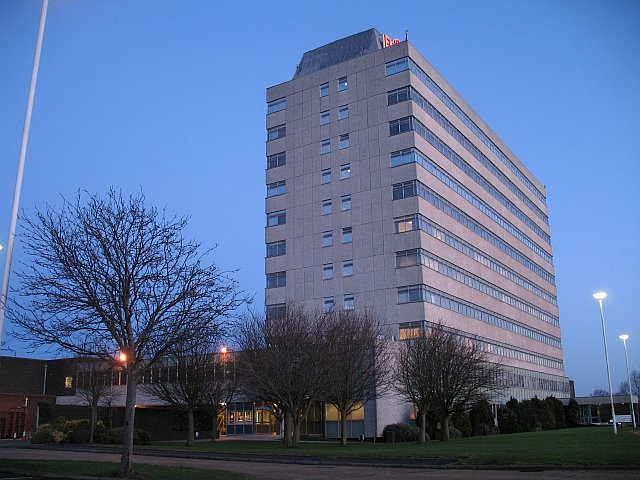
브랙널

브랙널(영어: Bracknell)은 잉글랜드 버크셔주에 위치한 도시로 인구는 77,256명(2011년 기준)이다. 레딩에서 동쪽으로 18km, 메이든헤드에서 남쪽으로 14km, 윈저에서 남서쪽으로 16km, 길드퍼드에서 북서쪽으로 26km, 런던에서 서쪽으로 55km 정도 떨어진 곳에 위치한다.